# Spiroctenus pardaliana
Spiroctenus pardaliana là một loài nhện trong họ Nemesiidae.
Spiroctenus pardaliana được miêu tả năm 1903 bởi Simon.